# Személy elleni bűncselekmények
A személy elleni bűncselekmények a büntetőjogban hosszú ideje jelen lévő bizonyos bűncselekményfajták összefoglaló kategóriája. Már a feudális magyar jogban is ismeretes, ám ekkor még részben szokásjogi alapokon nyugszik. Az 1843-as Büntető Törvénykönyv Tervezet volt az első, amely törvénybe foglalta az élet, testi épség, és egészség elleni bűncselekményeket. Ma a Büntető Törvénykönyv XII. fejezetét alkotja.

## Történeti fejlődés

### Az 1843-as javaslat
A XIX. században is messze korát megelőző, racionális és humánus törvénykönyv-tervezet a következő tényállásokat ismerte el ebben a körben:
- Gyilkosság (gyakorlatilag a ma ismert emberölés minősített esetei tartoztak ide)
- Szándékos emberölés (akkoriban ez volt az erős felindulásban elkövetett emberölés)
- Kívánságra ölés
- Öngyilkosságban részvétel
- Gyermekölés
- Gyermekek és más gyámoltalan személyek kitevése vagy elhagyása
- Segítségnyújtás elmulasztása
- Súlyos testi sértés
- Magzatelhajtás

### A Csemegi-kódexben
Az 1878. évi V. törvénycikk (a Csemegi-kódex) számos területen eltért az 1843-as tervezettől, de az elvi alapja mégis az maradt. A fő hangsúly áttevődött az ölési szándék pszichológiai sajátosságaira.
- Gyilkosság (előre megfontolt szándékkal elkövetett emberölés)
- Szándékos emberölés
- Erős felindulásban elkövetett emberölés
- Különös emberölési tényállások (kívánságra ölés, öngyilkosságra rábírás, gyermekölés, gondatlan emberölés, foglalkozási szabályok megsértésével történő emberölés)
- Magzatelhajtás
- Testi sértés (könnyű és súlyos)
- Gyermekkitétel
- Elhagyás
- Párbajvétség

A III. Büntetőnovella (1948) bevezette a segítségnyújtás elmulasztása nevű tényállást is.

### 1961. évi Btk.
A törvény új kategóriát hozott létre, "A személy elleni bűntettek" néven. Két cím alatt szabályozta az ide tartozó bűncselekményeket: emberi élet, testi épség, egészség; valamint az emberi szabadság és méltóság elleni bűncselekmények. A korábbi kategóriákat részben megtartotta, részben eltörölte. Így szűnt meg a kívánságra ölés, a gyermekkitétel, a gyermekölés, az elhagyás és a párbajvétség. Viszont ezen bűncselekményeket más bűncselekmények szabályozási köre alá utalta. Az ún. "szocialista Btk." visszanyúlt egészen az 1843-as büntető törvénykönyvi javaslathoz, amikor a szabályozás alapjává a bűnösség két alapesetének megkülönböztetését tette, valamint minősített eseteket is a bűncselekmény körülményei alapján, taxatíve határozta meg.

### A hatályos Btk.
A mai törvény a Btk. XV-XXI. fejezetében tartalmazza az ide vonatkozó tényállásokat, három cím alatt. Az I. Cím az élet, a testi épség, és az egészség elleni bűncselekményeket, a II. Cím az egészségügyi beavatkozás, az  kutatás rendje elleni bűncselekményeket, a III. Cím Az egészséget veszélyeztető bűncselekmények pedig a szabadság és az emberi méltóság elleni bűncselekményeket sorolja fel.

## Büntetendő tényállások
XV. Fejezet Az élet, a testi épség és az egészség elleni bűncselekmények
- Emberölés (160. §.)
- Erős felindulásban elkövetett emberölés (161. §.)
- Öngyilkosságban közreműködés (162. §.)
- Magzatelhajtás (163. §.)
- Testi sértés (164. §.)
- Foglalkozás körében elkövetett veszélyeztetés (165. §.)
- Segítségnyújtás elmulasztása (166. §.)
- Gondozási kötelezettség elmulasztása (167. §.)

XVI. Fejezet Az egészségügyi beavatkozás és kutatás rendje elleni bűncselekmények
- Beavatkozás az emberi génállományba (168. §.)
- Emberi ivarsejt tiltott felhasználása (169. §.)
- Születendő gyermek nemének megválasztása (170. §.)
- Emberen végezhető kutatás szabályainak megszegése (171. §.)
- Embrióval vagy ivarsejttel végezhető kutatás szabályainak megsértése (172.-173. §.)
- Genetikailag megegyező emberi egyedek létrehozása (174. §.)
- Emberi test tiltott felhasználása (175. §.)

XVII. Fejezet Az egészséget veszélyeztető bűncselekmények
- Kábítószer-kereskedelem (176.-177. §.)
- Kábítószer birtoklása (178.- 180. §.)
- Kóros szenvedélykeltés (181. §.)
- Kábítószer készítésének elősegítése (182. §.)
- Kábítószer-prekurzorral való visszaélés (183. §.)
- Új pszichoaktív anyaggal visszaélés (184./A-C §.)
- Teljesítményfokozó szerrel visszaélés (185. §.)
- Gyógyszerhamisítás (185/A. §.)
- Egészségügyi termék hamisítása (186. §.)
- Kuruzslás (187. §.)
- Méreggel visszaélés (188. §.)
- Ártalmas közfogyasztási cikkel visszaélés (189. §.)

XVIII. Fejezet Az emberi szabadság elleni bűncselekmények
XIX. Fehezet A nemi élet szabadsága és a nemi erkölcs elleni bűncselekmények
XX. Fejezet A gyermekek érdekét sértő és a család elleni bűncselekmények

XXI. Fejezet Az emberi méltóság és egyes alapvető jogok elleni bűncselekmények